# Eupithecia dalhousiensis
Eupithecia dalhousiensis is een vlinder uit de familie van de spanners (Geometridae). De wetenschappelijke naam van de soort is voor het eerst geldig gepubliceerd in 2008 door Mironov & Galsworthy. Deze auteurs hebben de soort als soort erkend, die in 1919 door Strand al als aberratie van Eupithecia interrubrescens was beschreven. 
De soort komt voor in het westen van de Himalaya, aan de noordkant van India, Pakistan en Afghanistan.